# 朱貢錝
肅恭王朱貢錝（1456年—1536年），明朝第四代肅王，簡王朱祿埤的庶第一子。成化五年（1469年），受封汾州郡王。成化十五年（1479年）肅簡王去世，但十七年（1481年），朱貢錝因擅自虐杀长史司承奉副霍兴，被下诏不许袭封肃王，革禄米之半，因嫡母樊妃求情，成化二十二年（1487年）四月才获准襲封肅王，次年六月受册封，但禄米维持革半。十一月他上疏明孝宗请求恢复全禄，获准，但全本色改为三分折色。他在位四十九年。嘉靖十五年（1536年）朱贡𫓽去世，嫡第一子安和世子朱真淤早卒，三年后（嘉靖十八年，1539年）其孫朱弼桄就嗣位。

## 家庭

### 子
- 嫡長子：肅安和世子→肅靖王（追封）朱真淤
- 庶二子：淳化端惠王 朱真泓
- 庶三子：鉛山榮和王 朱真瀞
- 庶四子：金壇恭裕王 朱真洵
- 庶五子：會寧莊惠王 朱真潤
- 庶六子：延長莊懿王 朱真滰

| 無 原因：明政府封之   | 明汾州國國王 1469年－1487年 | 無 原因：襲封肅國，封國廢除 |
| 前任者： 父簡王朱祿埤 | 明肅國國王 1487年－1536年   | 繼任： 孫定王朱弼桄         |